# 大塚耕二
大塚 耕二（おおつか こうじ、1914年（大正3年）9月28日 - 1945年（昭和20年）7月30日）は、洋画家、前衛芸術家日本前衛絵画の草分け的存在として評価される画家の一人である。

## 略歴

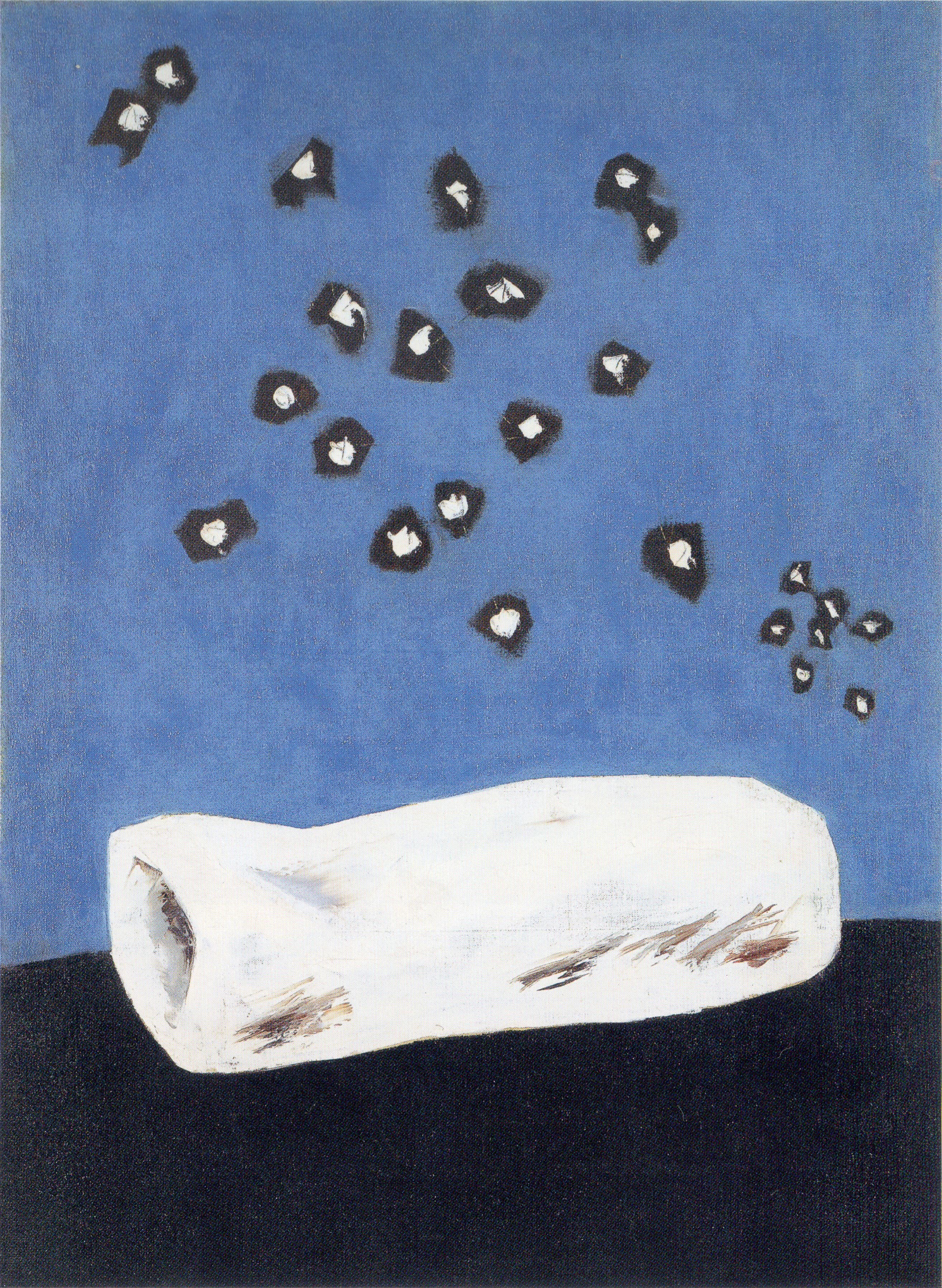
「天文学的作品」 (熊本県立美術館蔵)

熊本県菊池市隈府下町の大塚書店の次男として生まれる。旧制鹿本中学（現在の熊本県立鹿本高等学校）を卒業後、帝国美術学校の学生であった、坂本善三（後に抽象画家となる）に師事する。
1934年、帝国美術学校西洋画科（現武蔵野美術大学）に入学。
1935年、浅原清隆、小田正春、森堯之ら学生仲間と絵画グループ「表現」を結成、同年、創立者兼初代校長で後に政治家・衆議院議員へ転身する北昤吉と学生らの対立より起きた同盟休校事件（学生ストライキ）が発生し、帝国美術学校より多摩帝国美術学校（現多摩美術大学の前身）が分離独立。
1936年、から銀座の紀伊国屋画廊を拠点として展覧会を開催した。藤田嗣治の案内で、フランスの詩人で画家のジャン・コクトーが展覧会を訪れ、大塚耕二の作品を称賛した。それを受け、感涙し自信を深めた。同年、表現メンバーを中心に「映画研究会」を結成。同年、日本のシュルレアリストの象徴的存在の瀧口修造らとアヴァン・ガルド芸術家クラブの結成に参加した。
1937年、日中戦争勃発。日本のシュルレアリスムは開戦とともに日本政府に弾圧され始めた。
その年、第４回表現展および第７回独立美術協会に《トリリート》を出品、翌年も同展に出品した。「トリリート」は高い評価を受け、超現実主義絵画へ確立させた生涯の代表作となった。

1938年には｢トリリート｣はフランスの権威ある「シュルレアリスム簡約辞典」に<黄昏の隔世遺伝>の題名で作品図版とともに掲載され、一躍有名になり画壇の話題となった(日本人では他に瀧口修造、瀧口綾子、山中散生、下郷羊雄、岡本太郎等が掲載された)。帝美校卒業後、美術文化協会の創立に参加し、第一会展に出品した「太陽と小鳥」は詩人でもある瀧口修造から「造形詩人の一人となった」と激賞を受けた。
1939年、帝国美術学校を卒業、独立美術協会展に出品。美術文化協会の創立に同人として参加した。
1940年熊本市の千徳デパートで個展。同年、美術文化第１回展に出品した。
1941年、太平洋戦争勃発。
瀧口修造は、その前衛思想が危険視され、治安維持法違反容疑で特高に逮捕された。シュルレアリストの象徴だった瀧口が捕まった事によって戦前、戦中のシュルレアリスムは終焉を迎えた。
大塚耕二応召、西部21部隊（熊本野砲隊）に入隊し、満州ハイラルに派兵。
1945年、フィリピンに派兵。
同1945年7月30日､フィリピン・ルソン島プログ山にて戦死、享年31歳。
将来の大器と嘱望されたが、僅か7年余りの短い画業が惜しまれる。
作品は、主に熊本県立美術館に収蔵されている。
2014年5月27日放送の開運!なんでも鑑定団（テレビ東京）の出張鑑定IN 熊本県菊池市（菊池市文化会館にて収録）に出場した江頭実市長が依頼した大塚耕二の油絵が本物と鑑定され、大塚作品の全国的再評価につながった。同年7月、「熊本─東京・画家たちの上京物語・坂本善三、大塚耕二、浜田知明の軌跡」展が熊本県立美術館にて開催された。
2023年12月16日から企画展「『シュルレアリスム宣言』100年 シュルレアリスムと日本」が、京都文化博物館にて、開催され福沢一郎、三岸好太郎、北脇昇、靉光や帝国美術学校の仲間浅原清隆、矢崎博信と共に大塚の作品も2024年2月4日まで展示された。その後展覧会は、板橋区立美術館（2024年3月2日から4月14日）、三重県立美術館（2024年4月27日から6月30日）に巡回した。

## 主な作品
- 「トリリート」<黄昏の隔世遺伝>
- 「出発（たびだち）」
- 「海の見える丘と木の枝」